# Ochrosia vitiensis
Ochrosia vitiensis är en oleanderväxtart som först beskrevs av Markgr., och fick sitt nu gällande namn av Marcel Pichon. Ochrosia vitiensis ingår i släktet Ochrosia och familjen oleanderväxter. Inga underarter finns listade i Catalogue of Life.